# Henry Kemo Sugut
Henry Kemo Sugut (* 4. Mai 1985) ist ein kenianischer Marathonläufer.

## Werdegang
Bei seinem Debüt auf der 42,195-km-Strecke wurde er 2009 Dritter beim Reims-Marathon in 2:10:45 Stunden.
2010 gewann er den Vienna City Marathon in 2:08:40 Stunden. In Wien wiederholte er seinen Sieg im Jahr 2012, als erster Doppelsieger in Wien mit neuem Streckenrekord und persönlicher Bestzeit von 2:06:58 Stunden. 2013 gewann er erneut in Wien in 2:08:19 Stunden.

## Persönliche Bestzeiten
- 3000 m: 7:53,91 min, 28. Juli 2006, Leverkusen
- 5000 m: 13:08,90 min, 31. Mai 2004, Hengelo
- 10.000 m: 27:51,34 min, 26. Mai 2007, Hengelo
- Marathon: 2:06:58 h, 15. April 2012, Wien